# Powidz (gmina)
Powidz – gmina wiejska w województwie wielkopolskim, w powiecie słupeckim. W latach 1975–1998 gmina położona była w województwie konińskim.
Siedziba gminy to Powidz.
Według danych z 31 grudnia 2012 gminę zamieszkiwało 2218 osób. Natomiast według danych z 31 grudnia 2017 roku gminę zamieszkiwało 2302 osób.
Jest to najmniejsza pod względem ludności gmina województwa wielkopolskiego.

## Historia
Obszar Powidza i okolic jest również terenem bogatym historycznie. Pierwsze ślady osadnictwa na tych ziemiach pochodzą z połowy I tysiąclecia p.n.e. Z tego okresu pochodzą odkryte osady nabrzeżne w Powidzu i Polanowie. Lokacji Powidza jako miasta dokonał w 1243 r., na prawie magdeburskim, książę Bolesław Pobożny. Przywilej ten został potwierdzony przez kolejnych władców Polski: Kazimierza Wielkiego, Kazimierza Jagiellończyka (1464 r.), Zygmunta Augusta (1563 r.) i Stefana Batorego (1582 r.). Mieszkańcy w XIV w. wsławiali się bohaterską obroną miasta przez najazdem krzyżackim. W wieku XV w. powstała w Powidzu szkoła przy kościele parafialnym, podlegająca Akademii Krakowskiej. Fakt ten stanowi źródło często występującego w tych stronach powiedzenia: „Dokąd idziesz?”, „Do Powidza po rozum.” Z kolei w XVIII w. na terenie Powidza zaczął rozwijać się przemysł, powstała fabryka szkła, zwana Hutą Powidzką.
W wyniku zaborów Powidz znalazł się w granicach wpływów Prus. W 1793 r. wyodrębniono powiat Powidzki, który istniał do 1815 r. W okresie zaborów przez środek Jeziora Powidzkiego przebiegała granica pomiędzy zaborem pruskim a rosyjskim Królestwem Polskim. W latach 1893–1911 pobudowana została sieć wąskotorowa kolei powiatowej, łączącą Powidz z Gnieznem (trasa biegła od Anastazewa).
Mieszkańcy Gminy brali czynny udział w walkach o niepodległość – w Powstaniu Listopadowym i Styczniowym. Z racji granicy prusko-rosyjskiej przebiegającej przez jezioro, obszar Gminy Powidz w okresie powstań 1831 i 1863 roku był punktem przerzutowym Wielkopolan w szeregi powstańcze. Na początku XX w. uczniowie powidzkiej szkoły zorganizowali strajk przeciwko wprowadzeniu nauczania religii w języku niemieckim. Wraz z wybuchem w 1918 r. Powstania Wielkopolskiego w Powidzu uformowała się grupa mieszkańców, funkcjonująca następnie jako Kompania Powidzka, która wyzwoliła Powidz, rozbrajając pruski posterunek w Anastazewie; brała także czynny udział w wyzwalaniu Ziemi Gnieźnieńskiej.
W XIX w. Powidz był uzdrowiskiem słynącym ze zdrojowych wód oraz mikroklimatu korzystnego dla zdrowia. W okresie międzywojennym wybudowano hotel nad jeziorem oraz 60-metrowy pomost. W 1934 roku odebrano Powidzowi prawa miejskie, włączając go jako gromadę do powiatu gnieźnieńskiego. Status gminy, Powidz uzyskał w 1972 r., jednak już w 1975 roku włączono teren gminy do gminy Witkowo i województwa konińskiego. W 1994 roku gmina Powidz została reaktywowana, a w wyniku reformy administracyjnej wdrożonej w 1999 r. znalazła się w powiecie słupeckim, województwie wielkopolskim.
Herb Powidza to złota korona królewska otwarta w stylu gotyckim XV w., umieszczona na czerwonym polu w kształcie tarczy.

## Struktura powierzchni
Według danych z roku 2002 gmina Powidz ma obszar 80,15 km², w tym:
- użytki rolne: 28%
- użytki leśne: 47%

Gmina stanowi 9,57% powierzchni powiatu.
W Gminie Powidz znajduje się wojskowa 33 Baza Lotnictwa Transportowego wraz z lotniskiem.

## Demografia

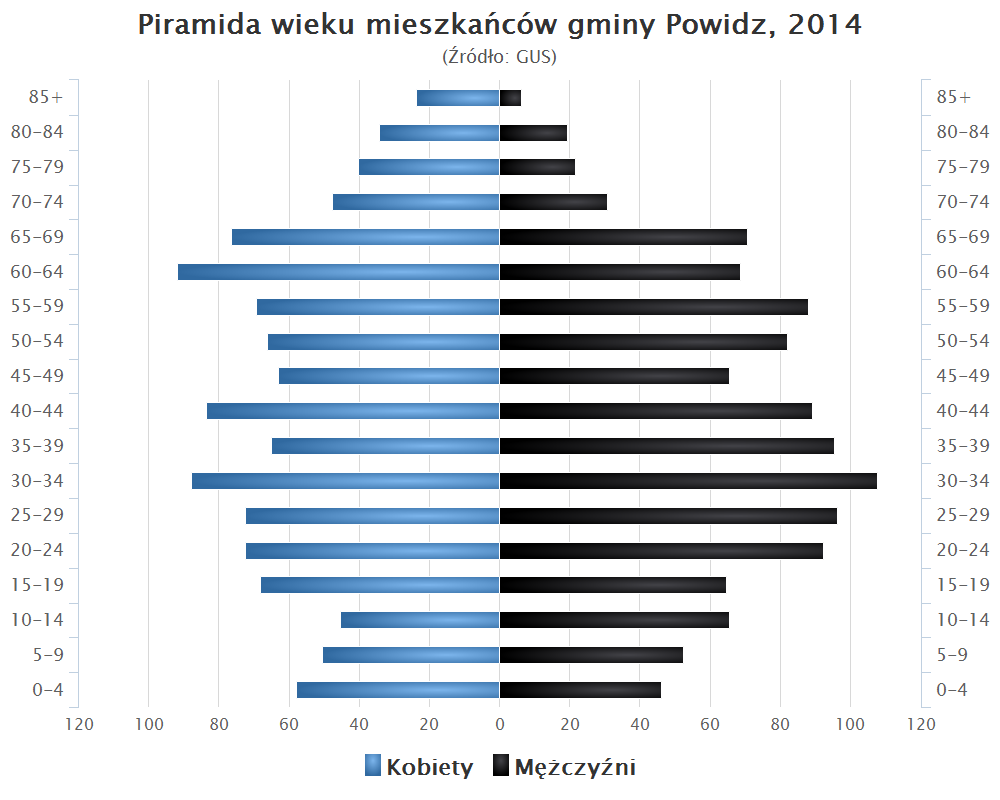
Piramida wieku mieszkańców gminy Powidz w 2014 roku

Dane z 31 grudnia 2017 roku:
| Opis                              | Ogółem | Ogółem | Kobiety | Kobiety | Mężczyźni | Mężczyźni |
| --------------------------------- | ------ | ------ | ------- | ------- | --------- | --------- |
| jednostka                         | osób   | %      | osób    | %       | osób      | %         |
| populacja                         | 2302   | 100    | 1 138   | 49,4    | 1 164     | 50,6      |
| gęstość zaludnienia (mieszk./km²) | 29     | 29     | 14      | 14      | 15        | 15        |

## Edukacja
- Szkoła Podstawowa w Powidzu[5]

## Koło Gospodyń Wiejskich
- Koło Gospodyń Wiejskich w Powidzu
- Koło Gospodyń Wiejskich w Ostrowie "FORSYCJA"
- Koło Gospodyń Wiejskich w Anastazewie
- Koło Gospodyń Wiejskich w Wylatkowie
- Koło Gospodyń Wiejskich w Charbinie
- Koło Gospodyń Wiejskich Polanowo[6]

## Sołectwa
Anastazewo, Charbin, Ługi, Ostrowo, Polanowo, Powidz, Powidz-Osiedle, Przybrodzin, Smolniki Powidzkie, Wylatkowo.

## Sąsiednie gminy
Kleczew, Orchowo, Ostrowite, Słupca, Strzałkowo, Witkowo